# 롯데몰
롯데몰(LOTTE MALL)은 롯데그룹에 속한 롯데자산개발에서 운영하는 복합 쇼핑몰 브랜드인 동시에 롯데쇼핑이 백화점 혹은 아울렛을 메인으로 조성하여 운영하던 복합건물의 명칭이다. 이후 롯데자산개발이 쇼핑몰 부분을 롯데쇼핑에 이관하면서 운영 주체가 하나로 통일되었다.

## 지점

### 롯데몰 광복점
광복점은 롯데백화점 본점의 30주년이 되는 2009년 12월 17일 30번째 점포로 개점하였으며 부산광역시 중구 중앙대로 2(중앙동7가) 부산롯데타운 부지 내에 위치하고 있다. 백화점 건물은 지하 6층, 지상 10층의 규모이고 대한민국 최초의 씨사이드(Sea-Side) 백화점이다. 본관 매장면적은 40,496m² 신관은 16,529m²이다. 부산지역 롯데백화점 중에서 가장 넓은 매장면적을 지닌 점포였으나 부산본점의 확장으로 두번째로 내려갔다. 롯데 내에서도 잠실점,부산본점,본점 다음으로 넓은 면적을 자랑한다. 현재 롯데타운 조성이 진행 중이며 2014년 8월 28일엔 롯데마트와 롯데시네마까지 개점하면서, 롯데타운 저층부인 롯데몰 광복점이 갖춰지게 되었다. 더욱이, 107층 규모의 초고층빌딩인 부산롯데타운타워가 단계적으로 들어설 예정이다. 부산 도시철도 1호선 남포역과 연결된다.

### 롯데몰 이시아폴리스점
2011년 4월 28일에 당시 롯데몰 이시아폴리스점으로 개점하였다. 2012년 3월에 롯데아울렛으로 전환되었다. 대구광역시 동구 팔공로49길 16(봉무동) 이시아폴리스 산업단지 내에 위치하고 있다. 안에는 CGV가 자리잡고 있다.

### 롯데몰 김포공항점
롯데몰 김포공항점은 2011년 12월에 오픈하였으며, 서울특별시 강서구 하늘길 77(방화동 886)에 위치해 있다. 현재 롯데백화점, 롯데마트, 영풍문고, 하이마트, 롯데시네마, 롯데시티호텔, 여러 패션 브랜드와 식당 등이 입점해 있다. 김포공항역과 연결되어 있다.

### 롯데몰 수원점
롯데몰 수원점은 2014년 11월에 오픈하였으며, 경기도 수원시 권선구 세화로 134(서둔동 296-77)에 위치해 있다. 현재 롯데백화점, 롯데마트, 하이마트, 롯데시네마, 반디앤루니스, 여러 패션 브랜드와 식당 등이 입점해 있으며 수원역 환승센터와 수원역이 연결되어 있다.

### 롯데몰 광명점
2014년 12월 5일에 개점하였으며, 경기도 광명시 일직로 17(일직동)에 위치하고 있다. 경부고속선 광명역과의 거리가 가까우며, 옆에 이케아 광명점이 위치해있다. 프리미엄 아울렛으로는 최초로 도심에 자리잡은 점포였다. 하지만 2020년 5월 29일부로 롯데몰로 전환되었다.

### 롯데몰 동부산점
2014년 12월 23일에 개점하였으며, 부산광역시 기장군 기장읍 기장해안로 147(당사리) 동부산관광단지의 롯데몰 동부산점 내에 위치해있다. 롯데몰 동부산점은 롯데백화점 최초의 프리미엄 아울렛을 기반으로 개장한 복합쇼핑몰이며, 롯데마트와 롯데시네마, 하이마트도 함께 입점해있다. 규모로는 아시아 최대 크기였으나 자사 이천점에 자리를 내줬다. 지중해의 휴양지인 그리스의 산토리니를 테마로 지어졌다. 바다를 한 눈에 들여다 볼 수 있는 등대 전망대도 함께 갖춰져 있다.

### 롯데몰 은평점
롯데몰 은평점은 2016년 12월에 오픈하였으며, 대형 유통쇼핑 센터가 입점한 적 없던 서울 서북지역에 처음으로 생긴 복합문화공간이다. 서울특별시 은평구 진관동 70-13에 위치해있으며, 수도권 전철 3호선 구파발역 4번 출구와 연결되어 있다. 현재 롯데마트, 롯데시네마, 롯데월드 키즈파크, 교보문고, 여러 패션 브랜드와 식당, 스포츠 시설등이 있다.

### 롯데몰 진주점
2016년 9월 9일 경상남도 진주시 혁신도시내에 오픈하였다. 롯데아울렛, 롯데시네마, 롯데마트가 함께 입점해있으며 진주시 최초로 롯데마트가 들어오게 되었다. B4~B2층은 주차장, B1층은 롯데마트, 1~2층은 쇼핑 센터, 1~4층은 롯데아울렛, 5~7층은 롯데시네마로 운영된다

### 롯데몰 군산점
롯데몰 군산점은 2018년 4월 27일오픈 하였으며, 전북특별자치도 군산시 조촌로 130(조촌동)에 위치해 있다. 현재 영풍문고, 롯데아울렛, 롯데시네마, 여러 패션브랜드와 식당 시설등이 있다. 개점 4일만에 중소벤처기업부의 영업정지 권고로 이중규제 논란에 휩싸였지만 이후로 정상적으로 영업하고 있다.

### 롯데몰 수지점
롯데몰 수지점은 2019년 9월 5일에 오픈할 예정이었으나, 실질적으로는 8월 30일에 문을 열었다. 원래는 3월에 개장하려고 하였으나, 화재로 인해 5개월 늦춰져 8월로 미뤄졌다. 경기도 용인시 수지구 성복2로 38(성복동)에 위치해 있다. 롯데시네마, 롯데마트가 이 안에 입점하였으며, 신분당선 성복역과 연결되어 있다.

### 롯데몰 여수점
2021년 5월 5일 기존 롯데마트여수점을 리모델링하여 개점하였으며 1층은 롯데마트가 2,3층은 쇼핑몰이 사용하는 구조이다.

### 롯데몰 메종 동부산
2021년 6월 24일 개점한 리빙에 특화된 쇼핑몰로 롯데몰 동부산점 북편에 위치해 있다. 대규모의 가전 및 가구점들이 밀집해있고 GS리테일의 F&B 특화 쇼핑몰 미식일상과 연결된다.

## 계획 중인 점포
- 롯데몰 송도점 (인천광역시 연수구, 미정)
- 롯데몰 상암점 (서울특별시 마포구, 미정)
- 대구 롯데몰 (대구광역시 수성구,미정)

## 같이 보기
- 롯데월드타워
- 롯데월드몰
- 롯데쇼핑